# Wellington Srbek
Wellington Srbek (Belo Horizonte, Minas Gerais, 1974) é um historiador, pesquisador, quadrinista e roteirista brasileiro. Atualmente, coordena o selo Nemo, divisão da Editora Autêntica voltada para a publicação de histórias em quadrinhos.

## Carreira
Srbek vendeu sua primeira história em quadrinhos em 1987, aos 12 anos de idade. A revista foi mimeografada e vendida aos colegas de escola. Nos anos 90, começou a publicar trabalhos nos fanzines Ágape, Replicantes e Ideário. Entre 1996 e 1998, ainda em Belo Horizonte, criou as revistas independentes Solar e Caliban, lançando seu personagem Solar: um herói com poderes extraordinários que adquire numa experiência xamanística.
O trabalho chamou a atenção de Flávio Colin, que o convidou para trabalharem juntos. A parceria rendeu o álbum Estórias Gerais, em 1998. A aventura, ambientada no sertão de Minas Gerais, ganhou uma edição espanhola, pela editora De Ponent. A história exigiu um intenso trabalho de pesquisa de Srbek, que é graduado em História e doutor em Educação pela UFMG.
A parceria com Colin foi reeditada em 2002, com a publicação de mais uma revista independente, a Fantasmagoriana. Srbek escreveu ainda aventuras como Quantum, Mirabilia, Mystérion, Monstros, Muiraquitã, Apócripha e ALIENZ.
Em 2010, recebeu da editora Agir a incumbência de quadrinizar o clássico Memórias póstumas de Brás Cubas, de Machado de Assis. O álbum foi desenhado por João Batista Melado. No mesmo ano, roteirizou uma história do Astronauta, ilustrada por Will para o álbum MSP + 50 – Mauricio de Sousa por mais 50 artistas
No ano seguinte, lançou Coaraci e O Senhor das Histórias, ambos ilustrados por Will, e assumiu o trabalho de editor de quadrinhos da Editora Autêntica. Voltou ao universo machadiano com uma adaptação do romance Dom Casmurro.
Em 2012, lançou a primeira edição de Força animal, revista de super-heróis protagonizada por quatro jovens atletas que recebem os poderes de animais da fauna brasileira.

## Obras

### Quadrinhos
- Solar (1996)
- Caliban (1997-1998)
- Estórias Gerais (1998)
- Mirabilia (1999-2000)
- Quantum (2001)
- Fantasmagoriana (2001)
- Mystérion (2001-2002)
- Apócripha (2002-2003)
- Muiraquitã (2002-2004)
- Monstros (2005)
- Alienz (2006-2007)
- Solar: Volume 1 (2004-2009)
- Dom Casmurro (2011)
- Força animal (2012)
- Monstros e heróis

### Livros teóricos
- O herói na Grécia Antiga (Marca de Fantasia, 2004)
- Entrequadros (Marca de Fantasia, 2004)
- Um mundo em Quadrinhos (Marca de Fantasia, 2005)
- Quadrinhos & outros bichos (Marca de Fantasia, 2006)
- O riso que liberta: ou as origens da caricatura (Marca de Fantasia,  2007)
- Super-heróis: um fenômeno dos quadrinhos (Balão Editorial, 2017)
- Mais quadrinhos: Entrevistas, resenhas e artigos sobre o mundo das HQs (Balão Editorial, 2018)
- O poder da palavra na Grécia antiga  (Marca de Fantasia,  2021)[12]

## Prêmios
- Prêmio Angelo Agostini - melhor roteirista (2001, 2002)[13]
- Troféu HQ Mix: 2001 (melhor roteirista nacional)[14]